# Dranse (Wittstock/Dosse)
Dranse ist ein Ortsteil der Stadt Wittstock/Dosse im Landkreis Ostprignitz-Ruppin im Nordwesten des Landes Brandenburg.

## Lage
Dranse liegt nordöstlich des Stadtzentrums. Nordöstlich des Ortes erstreckt sich der Große Baalsee und südöstlich der Dranser See. Zu Dranse gehören die Wohnplätze Kuhlmühle und Walkmühle.

## Geschichte
Der Ort wurde erstmals 1233 urkundlich erwähnt und gilt damit als das älteste Dorf im Altkreis Wittstock. Es befand sich bis ins 14. Jahrhundert im Einflussbereich des Klosters Amelungsborn. Zu einer bislang nicht bekannten Zeit entstand im Ort eine Feldsteinkirche. Diese wurde 1861 durch einen Nachfolgerbau ersetzt. 1898 erhielt der Ort einen Anschluss an die Bahnstrecke Wittenberge–Strasburg. Seit den 1950er Jahren pflegt die evangelische Gemeinde in Dranse eine Partnerschaft mit der Markus-Kirchengemeinde in Jestetten. 1998 wurde der Bahnbetrieb eingestellt. 2003 erfolgte die Eingemeindung von Dranse sowie seiner Wohnplätze nach Wittstock/Dosse.

## Sehenswürdigkeiten und Kultur

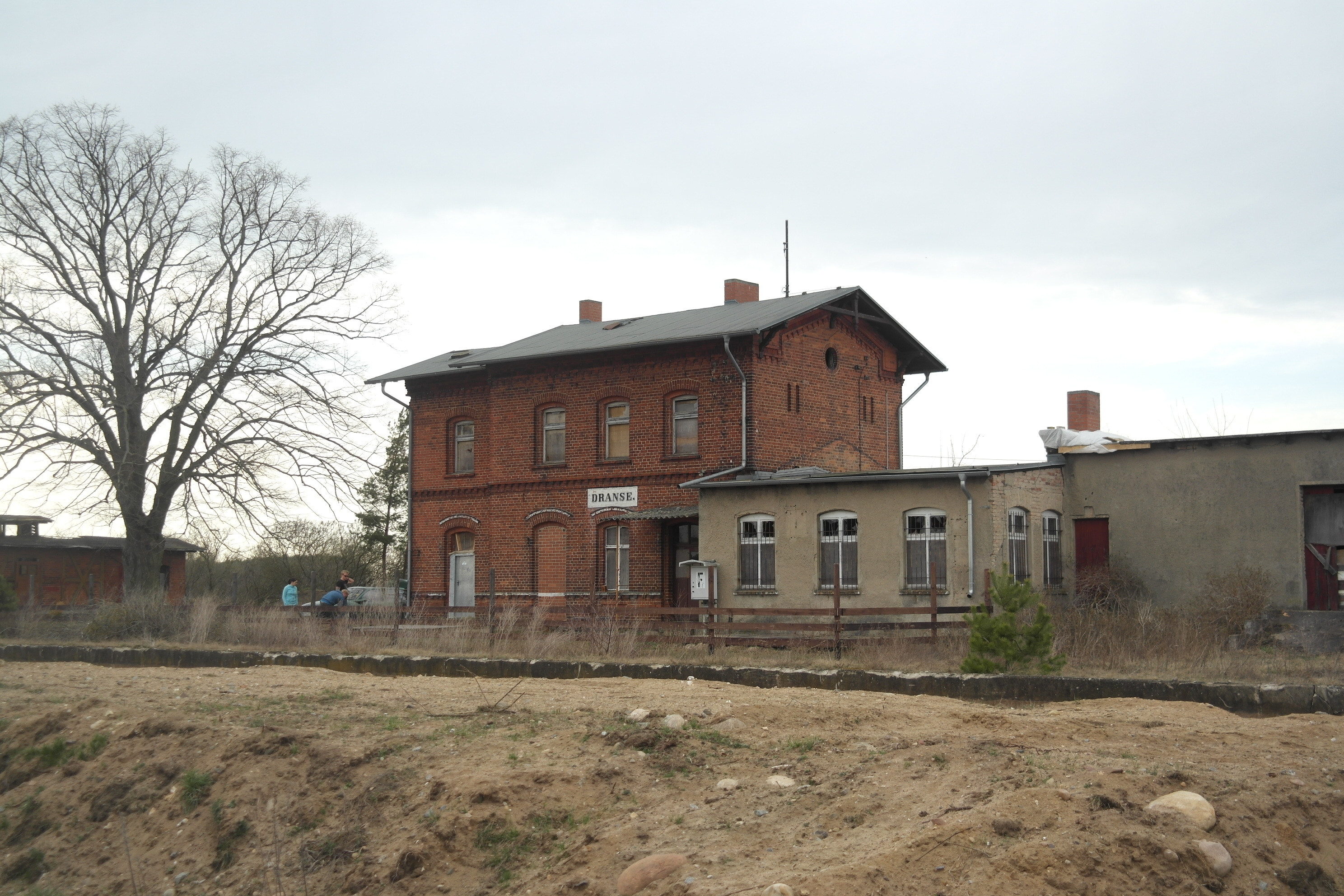
Denkmalgeschütztes Bahnhofsgebäude

- Die Dorfkirche Dranse wurde im Jahr 1861 an Stelle eines Vorgängerbaus im Rundbogenstil errichtet. Im Innern steht unter anderem eine Anna selbdritt aus dem Ende des 15. Jahrhunderts sowie ein Salvator mundi aus dem 16. Jahrhundert.
- Das ehemalige Bahnhofsgebäude sowie das Wohnhaus in der Dorfstraße 40/42 stehen unter Denkmalschutz. Im Wohnplatz Walkmühle befindet sich weiterhin eine denkmalgeschützte Walkmühle mit Hauptgebäude mit Turbinenhaus und Mühlentechnik sowie den wasserbaulichen Anlagen am Kleinen Baalsee.
- Im Bürgerhaus finden zahlreiche Veranstaltungen statt.

## Infrastruktur und Verkehr
Die A 19 verläuft westlich. Sie mündet beim südwestlich gelegenen Autobahndreieck Wittstock/Dosse in die nordwestlich und südöstlich verlaufende A 24.